# Moskovski kremelj
Moskovski kremelj (rusko Московский Кремль) je najbolj poznan kremelj v Rusiji. Je zgodovinski kompleks, ki leži na majhni vzpetini ob kolenu reke Moskve v neposredni bližini Rdečega trga v Moskvi ter obsega palače Kremlja, cerkve in znamenito kremeljsko obzidje, ki obdaja ves kompleks. Poleg tega je v tem kompleksu Velika Kremeljska palača, ki je bila nekoč carjeva rezidenca v Moskvi. Kompleks zdaj služi kot uradna rezidenca predsednika Ruske federacije in kot muzej (z 2.746.405 obiskovalci v letu 2017).
Ime kremelj pomeni 'trdnjava znotraj mesta' in se pogosto uporablja tudi metonimično, da se sklicuje na vlado Ruske federacije v podobnem pomenu, kot se 'Bela hiša' sklicuje na izvršni urad predsednika Združenih držav. Pred tem se je skliceval na vlado Sovjetske zveze (1922–1991) in njene najvišje predstavnike (kot so generalni sekretarji CK KPSZ, premierji vlad (predsedniki Sveta ljudskih komisarjev oz. Sveta ministov), predsedniki Prezidija Vrhovnega sovjeta, ministri oz. komisarji). Zahodni (angleški) zraz kremlinologija (slov. kremljologija) se nanaša na proučevanje sovjetske in ruske politike.

## Zgodovina
Sprva so tu v 11. stoletju zgradili leseno trdnjavo, ki pa je tako kot večji del preostalega mesta večkrat pogorela. Leta 1328 je Moskva postala prestolnica Velike kneževine in s tem najpomembnejše mesto Rusije. V Kremlju je postalo pretesno za povečan dvor velikega kneza Ivana Kalite in poglavarja duhovščine, metropolita, ki se je preselil iz Vladimira v Moskvo. Svoj novi dvorec si je knez postavil na ploščadi vzhodno od trdnjave, poleg tega pa so tam zgradili še dvorec za metropolita, nekaj cerkva, dva sobora in »hanski dvor«, ki je bil namenjen odposlancem tatarskega hana. V letih 1339 do 1340 so okrog novih in starih poslopij postavili iz hrastov debel steno, ki je zajela tudi podnožje griča ob reki. Malo pred tem, leta 1331, je vse to dobilo ime Kremelj, kar je ruska različica besede kremlos z etimološkim pomenom »grič nad reko«. Pozneje se je pomen besede razširil, tako da sodobni slovarji razlagajo besedo »kremelj« kot »mestno trdnjavo v starih ruskih mestih«. Leta 1365 je vse pogorelo - celo hrastove stene. Namesto njih je Dimitrij Donski ukazal zgraditi stene in ostale zgradbe iz kamenja. V letih od 1367 do 1368 so postavili novo obzidje in razširili Kremelj proti vzhodu do današnjega Rdečega trga. 
Moskovski veliki knez Ivan III. je v 15. stoletju začel graditi cerkve in palače, ki so še danes starodavno jedro Kremlja. Odslej je tu sedež Ruske države. Obzidje, stolpi in cerkve so zdaržali več stoletij. Mnogokrat so jih napadli tuji sovražniki, Obzidje se je ponekod porušilo, deloma so jih nadomeščali z lesom. Zato so leta 1480, ko se je dežela že dokončno rešila tatarskega jarma, sklenili, da se bodo znova lotili izgradnje Kremlja. Namesto kamnitega obzidja in stolpov so postavili opečnate, ki stojijo še danes na istem mestu. Pri gradnji so sodelovali ruski in italijanski mojstri. Dva kilometra in pol je dolgo kremeljsko obzidje, visoko od 5 do 19 metrov.
Debelo je 5 metrov, opeko pa po starem načinu veže malta, v katero so bili zamešani jajčni beljak in mleta slama. Dvajset stolpov je varovalo kremeljske sabore ter knežji in metropolitov dvorec; najznamenitejši med njimi je Odrešenikov stolp (rudko Спасская башня, Spasskaya Bashnya), ki so ga zgradili leta 1491, visok pa je 67 metrov.
Car Peter Veliki je sicer leta 1712 preselil prestolnico v Sankt Peterburg, vendar je Moskovski kremelj še naprej ostal (druga) rezidenca ruskih carjev.
Palače so dozidavali vse do konca. Hruščov je dal zgraditi veliko Kongresno palačo, v kateri so imeli partijske kongrese. Velika dvorana sprejme okoli pet tisoč gledalcev, sicer pa jo uporabljajo tudi kot prireditveno dvorano za operne in baletne predstave ter velike spektakle. Marca leta 1917 je dal Lenin sem preseliti državno in partijsko vodstvo. Od takrat dalje so iz Kremlja vladali tudi Stalin, Hruščov (oba sta v Kremlju tudi živela), Brežnjev, Andropov, Černenko, Gorbačov, Jelcin, Putin in Medvedjev. Sedež Ruske vlade in parlamenta pa je v marmornati beli palači imenovani »bela hiša« na drugem koncu Kalininskega prospekta ob reki Moskvi. 
Hruščov je dal odpreti Kremelj za obiskovalce; območje kjer so državne ustanove pa je še vedno zaprto. Od treh velikih vstopnih vrat v Kremelj so le ena dostopna obiskovalcem.
Znotraj kremeljskega obzidja stojita dva bronasta velikana, ki nista nikoli služila svojemu namenu in sta še dodatni zanimivosti Kremlja. To sta tako imenovana Car topov in Car zvonov.
Car zvonov je največji zvon na svetu saj tehta 200 ton. Visok je 5,87 m, njegov premer pa znaša 6,6 m. Po večletnih pripravah so zvon ulili leta 1735. Toda, ko je bil zvon narejen, je nastal problem kako 200 tonskega orjaka dvigniti v zvonik. Skoraj dve leti so se ukvarjali s to nalogo in navsezadnje bi jo najbrž le rešili, če se ne bi stvari obrnile čisto drugače. Maja 1737 je namreč v Kremlju izbruhnil velik požar, med katerim se je od zvona odlomil enajst ton težak kos. Kako se je to zgodilo ni popolnoma jasno, predvideva pa se, da so goreča bruna, ki so verjetno padla v livarsko jamo v kateri je še vedno stal uliti zvon, zvon razžarela, potem pa je nekako v jamo prišla voda in zvon je počil. 99 let po požaru je zvon ležal v jami, potem pa so ga leta 1836 dvignili iz jame in ga postavili na mesto kjer stoji še danes.
Nedaleč stran stoji Car topov, tudi znamenitost posebne vrste. Tega 40-tonskega velikana so ulili v 16. stoletju. Bronasta cev kalibra 890 mm je dolga 5,34 m. Okrašena je z raznimi ornamenti in liki, okrog ustja cevi pa je ulita podoba carja Fjodorja Ivanoviča na konju. Leta 1835 so topu dodali še železen topovski podstavek s kolesi (lafeto) in pred top v piramido zložili štiri velike železne krogle. Pri tem je treba povedati, da top ni bil namenjen za streljanje s kroglami, ampak naj bi ga napolnili z mešanico iz kosov svinca, železa in kamnov. Usoda tega livarskega rekorderja je manj žalostna kot usoda zvona, saj se mu vsa stoletja odkar stoji sredi Kremlja ni zgodilo nič hudega, res pa je da tudi nikoli ni služil svojemu namenu. Oba bronasta velikana sta danes predvsem turistični znamenitosti in pa dokaz tega, kaj vse so včasih znali in česa vsega so se lotevali.

## Zgradbe
Obstoječe Kremeljsko obzidje in stolpe so gradili italijanski mojstri od 1485 do 1495. Nepravilen trikotnik obzidja zajema površino 275.000 kvadratnih metrov. Njegova celotna dolžina je 2235 metrov, višina se giblje od 5 do 19 metrov, odvisno od terena. Debelina zidov je med 3,5 in 6,5 metra.
Prvotno je bilo v obzidju osemnajst stolpov, a se je njihovo število v 17. stoletju povečalo na dvajset. Vsi stolpi razen treh so kvadratni v tlorisu. Najvišji je stolp sv. Trojice, ki je bil do današnje višine 80 metrov postavljen leta 1495. Večina stolpov je bila prvotno okronana z lesenimi strehami; obstoječe opečne kape s trakovi barvnih ploščic segajo v 1680-ta.
Stolnični trg (rusko Соборная площадь, Sobornaya ploshchad) je srce Kremlja. Obdaja ga šest stavb, vključno s tremi cerkvami. cerkev Marijinega vnebovzetja je bila dokončana leta 1479 kot glavna cerkev Moskve, kjer so bili kronani vsi carji. Masivno apnenčasto fasado s petimi zlatimi kupolami je zasnoval Aristotele Fioravanti. Tam je pokopanih več pomembnih metropolitov in patriarhov, med njimi Peter in Macarij. Pozlačena, cerkev Marijinega oznanjenja s tremi kupolami je bila dokončana leta 1489, da bi jo stoletja pozneje rekonstruirali v zasnovo z devetimi kupolami. Na jugovzhodu trga je veliko večja cerkev nadangela Mihaela (1508), kjer so pokopani skoraj vsi moskovski monarhi od velikega moskovskega kneza Ivana Kalite do Ivana V.. (Tam je bil sprva pokopan tudi Boris Godunov, vendar so ga premestili v Trojiški samostan sv. Sergija.
Obstajata dve domači cerkvi moskovskih mitropolitov in patriarhov, cerkev Dvanajstih apostolov (1653–1656) in izvrstna enokupolna cerkev Marijinega plašča, ki so jo zgradili pskovski obrtniki v letih 1484–1488 in je imela izvrstne ikone in freske iz 1627 in 1644.
Druga opazna stavba je zvonik Ivana Velikega na severovzhodnem vogalu trga, ki naj bi označeval točno središče Moskve in spominja na gorečo svečo. Dokončan leta 1600, visok je 81 metrov. Do ruske revolucije je bila to najvišja stavba v mestu, saj je bila gradnja višjih zgradb prepovedana. Njegovih 21 zvonov bi sprožil alarm, če bi se približal sovražnik. Zgornji del strukture so Francozi uničili med Napoleonovo invazijo in je bila obnovljena. Car zvonov (rusko Царь–колокол, Tsar-kolokol), največji zvon na svetu, stoji na podstavku ob stolpu.
Najstarejša posvetna stavba, ki še stoji, je Ivana III. Fasetna palača (1491), ki hrani cesarske prestole. Naslednja najstarejša je prvi dom kraljeve družine, palača Terem. Prvotno palačo Terem je naročil Ivan III., vendar je bila večina sedanje palače zgrajena v 17. stoletju. Palačo Terem in Palačo faset povezuje palača Velika Kremeljska palača. To je naročil Nikolaj I. leta 1838. Največja zgradba v Kremlju je stala prekomerno vsoto enajstih milijonov rubljev in več kot milijardo dolarjev za obnovo v 1990-ih. Vsebuje bleščeče sprejemne dvorane, svečano rdeče stopnišče, zasebna carska stanovanja in spodnje nadstropje cerkve Vstajenje Lazarja (1393), ki je najstarejša obstoječa zgradba v Kremlju in celotni Moskvi.
Severni vogal Kremlja zaseda Arzenal, ki je bil prvotno zgrajen za Petra Velikega leta 1701. V jugozahodnem delu Kremlja je stavba Orožarne. Zgrajena leta 1851 v neorenesančni zasnovi, je trenutno muzej, v katerem so bile ruske državne regalije in zakladnica z dragulji.
Haloalkalifilna metilotrofna bakterija Methylophaga murata je bila najprej izolirana iz propadajočega marmorja v Kremlju. 

### Državna kremeljska palača
Državno kremeljsko palačo, tudi Kremeljska kongresna palača, je naročil Nikita Hruščov kot sodobno prizorišče sestankov Komunistične partije in je bila zgrajena znotraj Kremeljskega obzidja v letih 1959–1961. Zunaj je palača iz belega marmorja, okna pa so zatemnjena in odsevna. Gradnja velike moderne javne zgradbe v zgodovinski soseščini je povzročila vznemirjenje, še posebej, ker je stavba nadomestila več stavb dediščine, vključno s staro neoklasicistično stavbo Državne orožarne in nekaterimi zadnjimi deli Velike kremeljske palače. Čeprav to ni bilo prvič, da je sovjetska vlada uničila arhitekturno dediščino (zlasti samostan Čudov in vnebovzetje) v Kremlju in na splošno v državi, so do sredine 1950-ih veljali zakoni, ki so učinkovito obravnavali vse predsovjetske gradnje kot zgodovinske spomenike in preprečevali njihovo rušenje, je bila na nek način to nezakonita gradnja. Kljub temu je bila palača integrirana v večji kompleks Velike kremeljske palače s prehodi, ki so jo povezovali s Patriarhalnimi zbornicami in palačo Terem.

## Galerija slik
- Cerkev Dvanajstih apostolov
- Kremeljsko obzidje
- Del obzidja z Leninovim mavzolejem
- Kremelj
- Kremelj leta 1797
- Del obzidja kjer so pokopani sovjetski oz. ruski veljaki in junaki
- Car zvonov
- Car topov